# Harry Laidlaw
Harry Laidlaw (Melbourne, 1º marzo 1996) è uno sciatore alpino australiano.

## Biografia
Attivo in gare FIS dall'agosto del 2011, Laidlaw ha esordito in Australia New Zealand Cup il 15 agosto 2011 a Mount Hotham in slalom gigante (14º), ai Campionati mondiali a Sankt Moritz 2017, dove non ha completato il supergigante, e ai Giochi olimpici invernali a Pyeongchang 2018, senza terminare lo slalom gigante. L'anno dopo ha preso parte ai Mondiali di Åre 2019, dove è stato 37º nel supergigante e non ha completato lo slalom gigante, e ha debuttato in Coppa del Mondo, il 9 marzo a Kranjska Gora in slalom gigante, senza completare la prova. Ai Mondiali di Courchevel/Méribel 2023  Ai Mondiali di Courchevel/Méribel 2023 si è piazzato 25º nello slalom gigante e non si è qualificato per la finale nel parallelo.

## Palmarès

### Coppa Europa
- Miglior piazzamento in classifica generale: 33º nel 2023
- 1 podio:
  - 1 secondo posto

### Nor-Am Cup
- Miglior piazzamento in classifica generale: 15º nel 2022
- 4 podi:
  - 3 vittorie
  - 1 terzo posto

#### Nor-Am Cup - vittorie
| Data             | Località           | Paese       | Specialità |
| ---------------- | ------------------ | ----------- | ---------- |
| 8 febbraio 2022  | Whiteface Mountain | Stati Uniti | GS         |
| 9 febbraio 2022  | Whiteface Mountain | Stati Uniti | GS         |
| 14 febbraio 2022 | Burke              | Stati Uniti | GS         |

Legenda:

GS = slalom gigante

### Australia New Zealand Cup
- Miglior piazzamento in classifica generale: 39º nel 2018

### Campionati australiani
- 2 medaglie:
  - 1 oro (slalom gigante nel 2017)
  - 1 bronzo (slalom gigante nel 2016)